# ルター派世界連盟
ルター派世界連盟（ルターはせかいれんめい、英語: Lutheran World Federation, LWF）は、ルター派教会（ルーテル教会）の世界的共同体である。1947年にスウェーデンのルンドで設立され、99カ国にある150の加盟教会、約7千7百万人のルター派キリスト者を擁している。ルター派世界連盟の前身組織は、1923年に設立されたルター派世界総会である。
日本における加盟教会は日本福音ルーテル教会、近畿福音ルーテル教会である。また、日本ルーテル教団も準会員教会として加盟している。

## 名称
日本では日本福音ルーテル教会等がルーテル世界連盟と表記している。これは教派名を「ルーテル教会」と表記していることから来ている。日本ではかつて宗教改革者ルターを、語尾の｢-er」を母音化させない古典的な舞台ドイツ語の発音をもとにして「ルーテル」と表記していた。しかし現在、歴史の教科書、専門書等ではルター派と表記するようになっている。この現代日本における一般的傾向を考慮して、ここではルター派世界連盟という名称を採用する。加えて、宗教改革者ルターはルター派教会（ルーテル教会）の枠を越えている歴史的人物であり、ここでは教会外で広く使われている用例を優先する。

## 基本教義
ルター派世界連盟は、旧約聖書・新約聖書への信仰を告白する。旧約・新約聖書は教説、生活、奉仕の唯一の典拠、規範である。ルター派世界連盟は諸教会で一致する3つの信条、ルター派教会の信仰告白文書、とりわけ改変されていないアウクスブルク信仰告白とマルティン・ルターによる小教理問答でもって神の言葉における適切な解釈を把握する。
ルター派世界連盟の加盟教会は三位一体の神への信仰を告白し、神の言葉による宣教において一致し、説教壇と聖餐式とのつながりにおいて互いに結びついている。ルター派世界連盟は一つの聖なる公同教会、使徒的教会の一員であることを告白し、世界におけるキリスト教徒の統一に仕えることを願う。

## 諸課題と目標
ルター派世界連盟の職務原則は、聖書とルター派の信条から作られる。
ルター派世界連盟は特に以下の4つの目標を追及する。
- 世界におけるルター派教会の結びつきと協同の働きを強化すること
- エキュメニズム運動と異教徒との関係、また神学的問題点を明らかにすること。
- 教会と社会における証（あかし）
- 意思の疎通、責任と参加

このような目標の実現に向けて、ルター派世界連盟派は特に困窮と大災害救援に参与する。世界的規模におよぶ問題と世界人権宣言における解決すべき問題において、加えて宣教と発展途上国援助においてもルター派世界連盟は活動に参与する。ルター派世界連盟の活動における主要部分は社会奉仕活動と発展途上国援助である。それゆえ、2004年、ルター派世界連盟全予算の81%を世界各地での社会奉仕活動に費やしている。さらに、ルター派世界連盟は世界的規模で学生、研究者たちに奨学金を与えている。

## ヴィッテンベルク・ルター派世界連盟センター
2009年5月15日以来、ルター派世界連盟はルター都市ヴィッテンベルクに出先事務所を開設している。このセンターはマルティン・ルターゆかりのこの都市に集うルター派教会内グループに宗教的、神学的サポートを与えるものであり、および、学生、研究者と教会共同体グループ、並びに牧師集団に向けた研究・学習プログラムを開発していくものである。ドイツ福音主義教会とアメリカ福音ルター派教会による施設と密接に結びついた上で、このセンターは運営される。
500本の木が植えられることになるルターの庭建設は、このセンターの最初に課せられた使命の一つである。エキュメニズム運動に関係する世界中の者たちによって500本の木が植樹される。最初の植林は2009年11月1日に催されており、既に2017年の宗教改革記念式典へと導いている。